# Volkswagen Atlas
Volkswagen Atlas - середньорозмірний кросовер компанії Volkswagen. Офіційно представлений в 2016 році. 
Автомобіль відомий як Teramont в інших країнах, включаючи решту Близького Сходу, Африку, а також у Мексиці, Росії, Колумбії і Китаї, де виробництво в Нінбо розпочалося в 2017 році.
В квітні 2018 року в Китаї дебютувала версія купе під назвою Volkswagen Teramont X. В 2019 році в США дебютувала версія купе Atlas Cross Sport.

## Перше покоління
Кросовер побудований на модульній платформі MQB з поперечним розташуванням двигунів. Передньопривідна версія оснащена двигуном 2,0 TFSI EA888 потужністю 238 к.с. Повнопривідний варіант пропонується з двигуном 3,6 л VR6 потужністю 280 к.с. Всі двигуни працюють в парі з 8-ступінчастою автоматичною коробкою передач Aisin. На китайському ринку пропонується ще й турбобензиновий V6 об'ємом 2,5 л потужністю 299 к.с., що працює в парі з 7-ст DSG. Повноприводні варіанти виконані з застосуванням муфти Haldex, що підключає задні колеса при пробуксовуванні передніх.
У систему безпеки входять адаптивний круїз-контроль, система попередження зіткнень з автоматичним екстреним гальмуванням, моніторинг мертвих зон, стеження за розміткою і паркувальний асистент.
На автосалоні в Чикаго 2020 року Volkswagen представив оновлений Atlas для 2021 модельного року. Зміни включають нову передню частину, яка базується на основі Atlas Cross Sport, перероблені колеса, нові задні ліхтарі та нове кермо.

Atlas 2023 отримав Volkswagen Digital Cockpit - кластер цифрових датчиків з можливістю індивідуального налаштування. Він представлений у 8- та 10,2-дюймовій версіях.

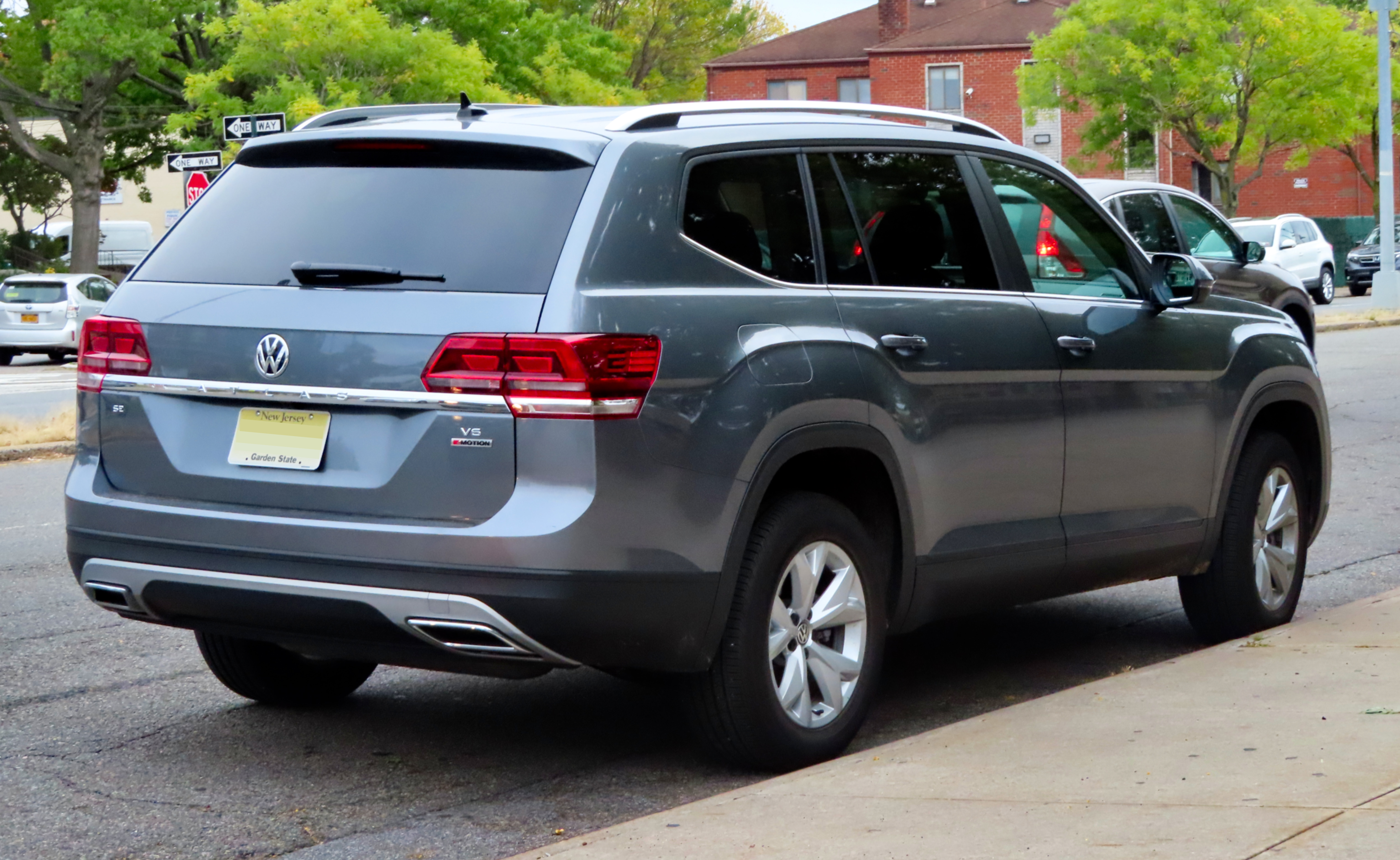
Volkswagen Atlas (2016-2020)
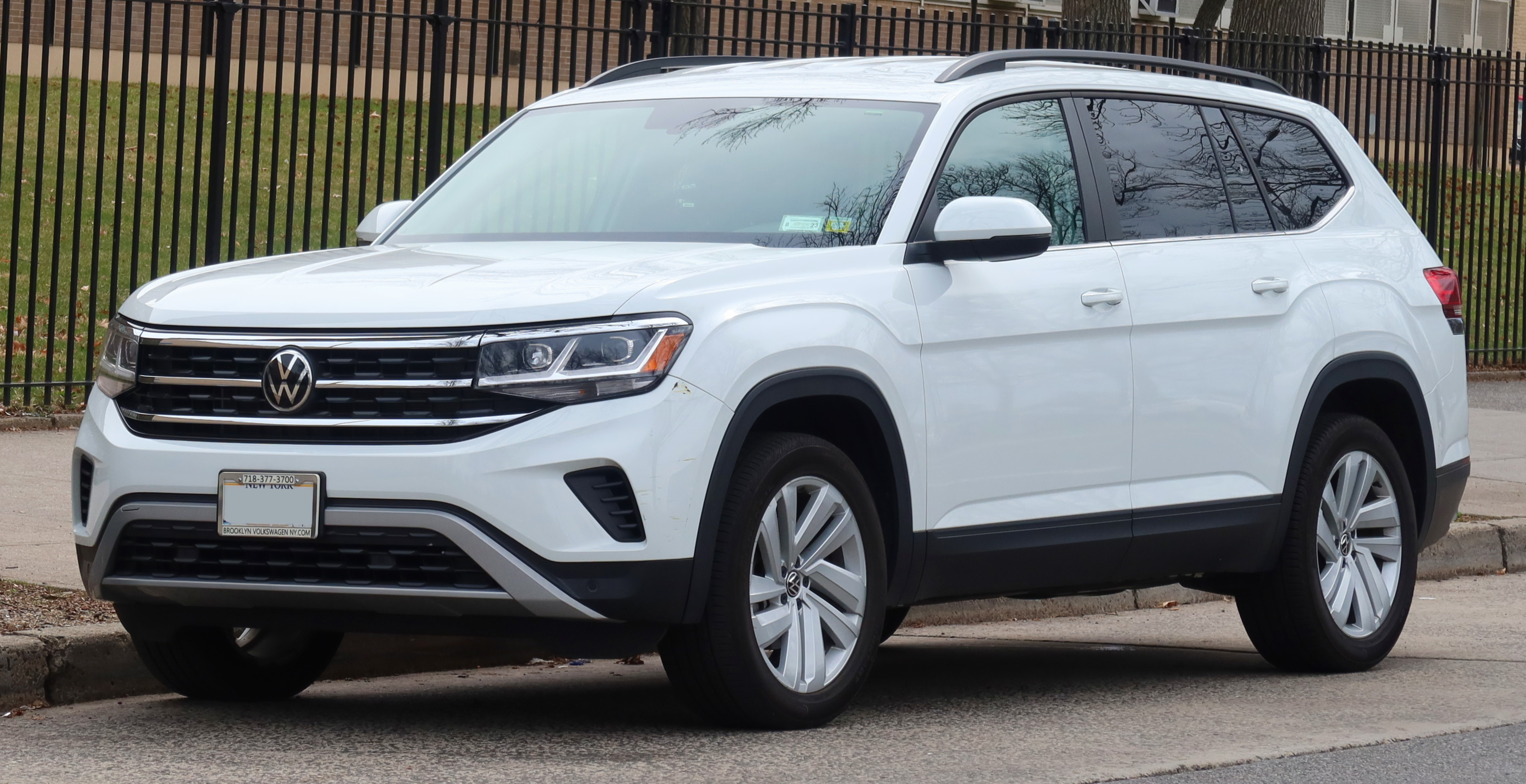
Volkswagen Atlas (2020-2023)
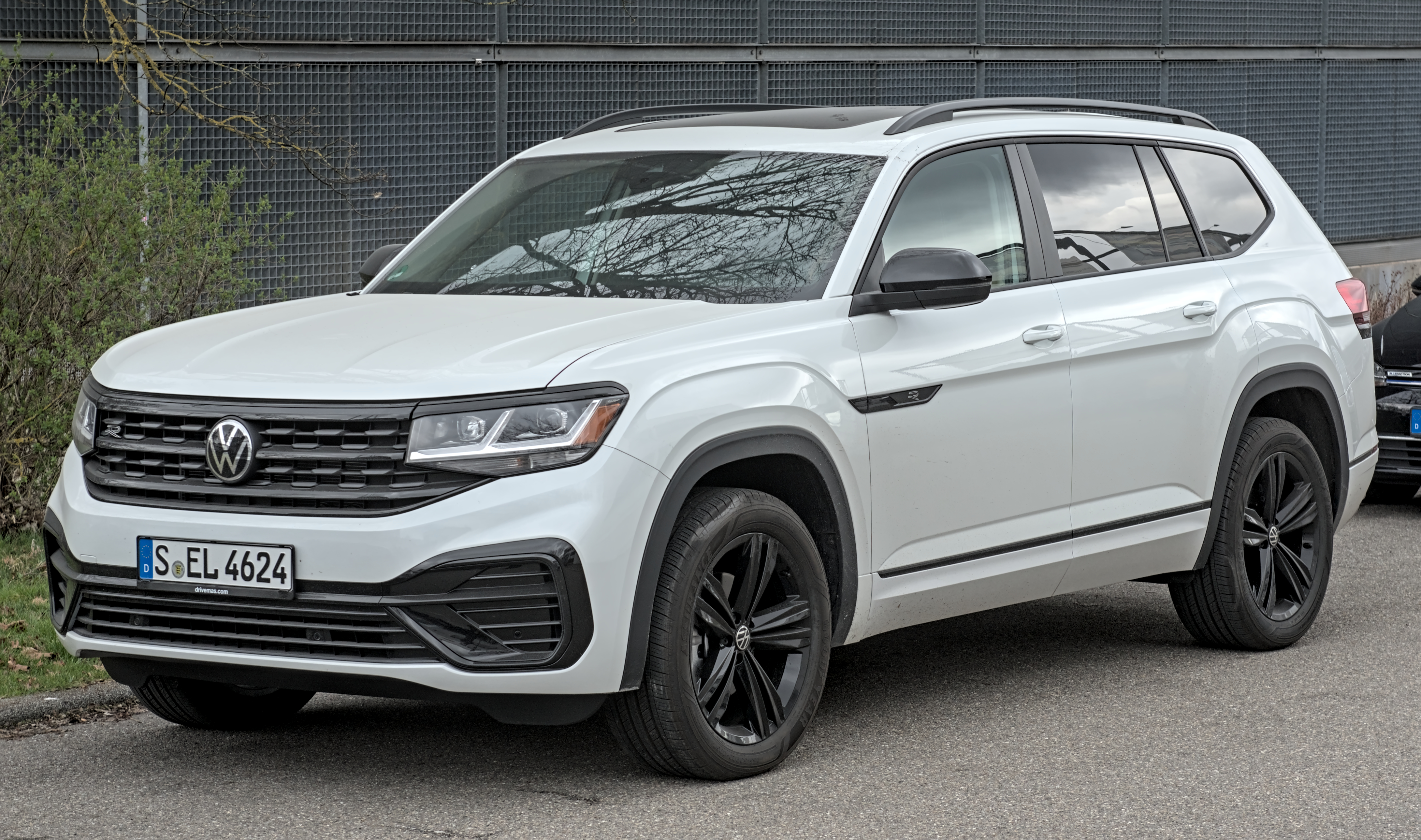
Volkswagen Atlas V6 R-Line (2020-2023)
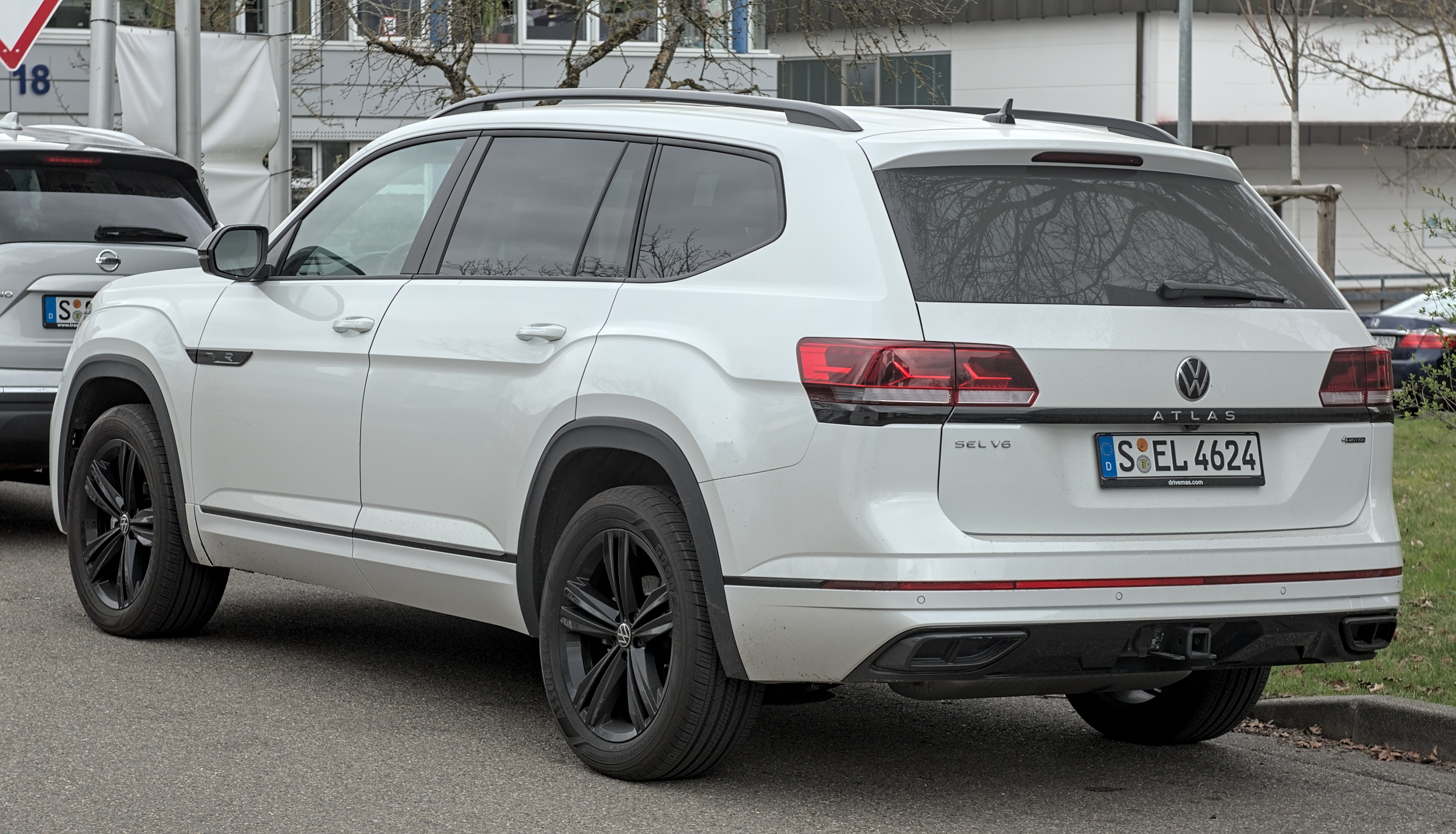
Volkswagen Atlas V6 R-Line (2020-2023)
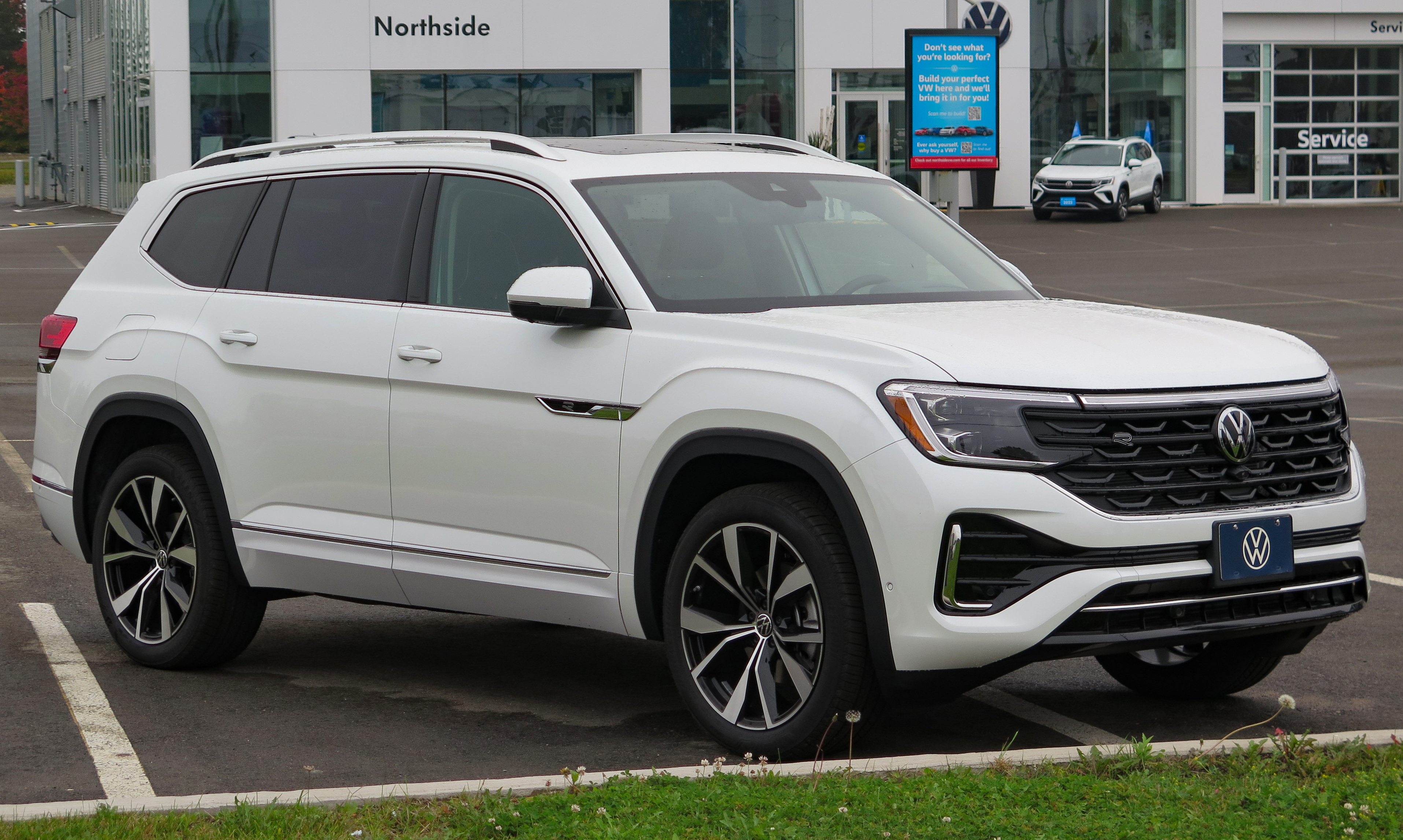
Volkswagen Atlas (з 2023)
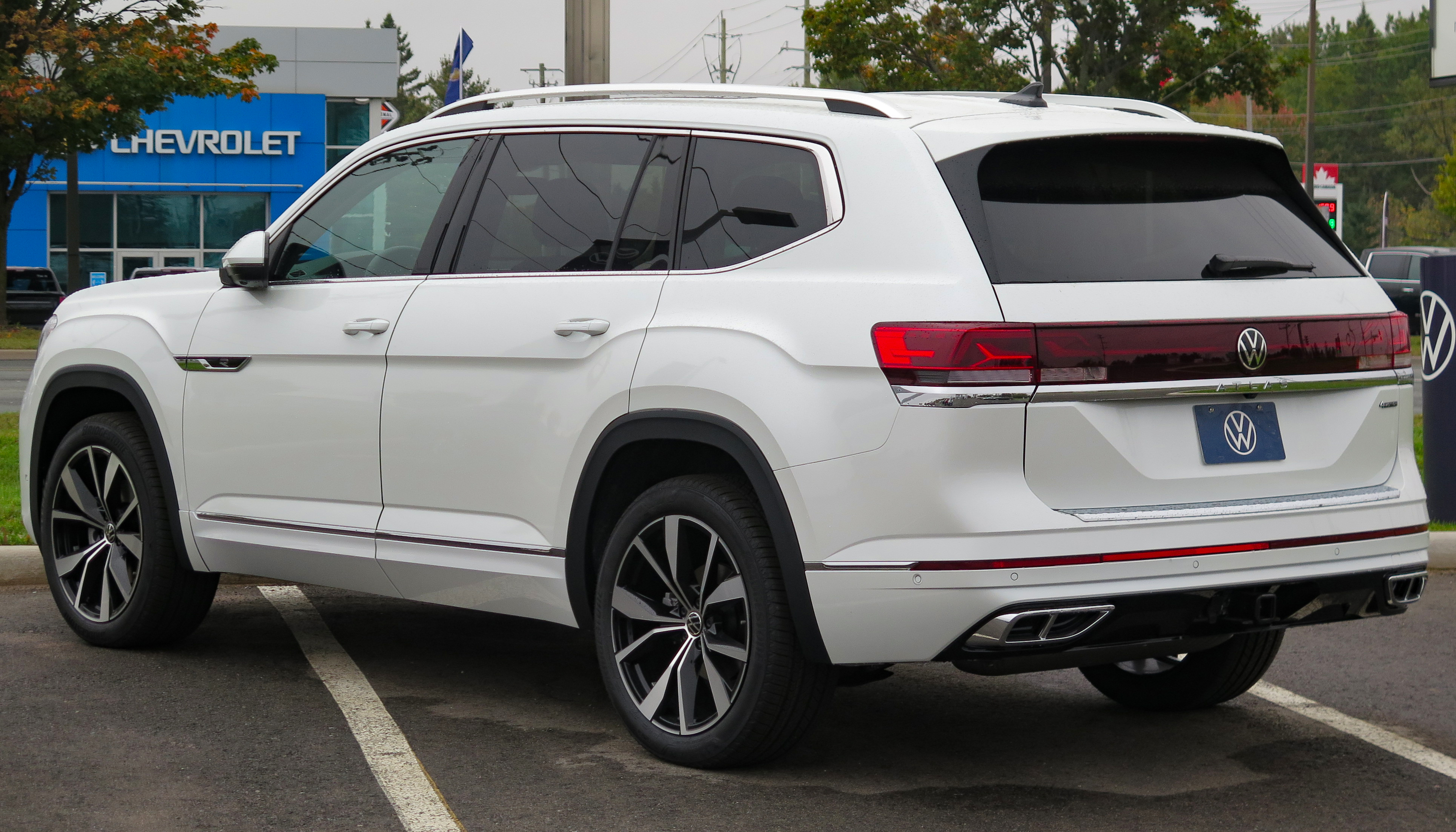
Volkswagen Atlas (з 2023)
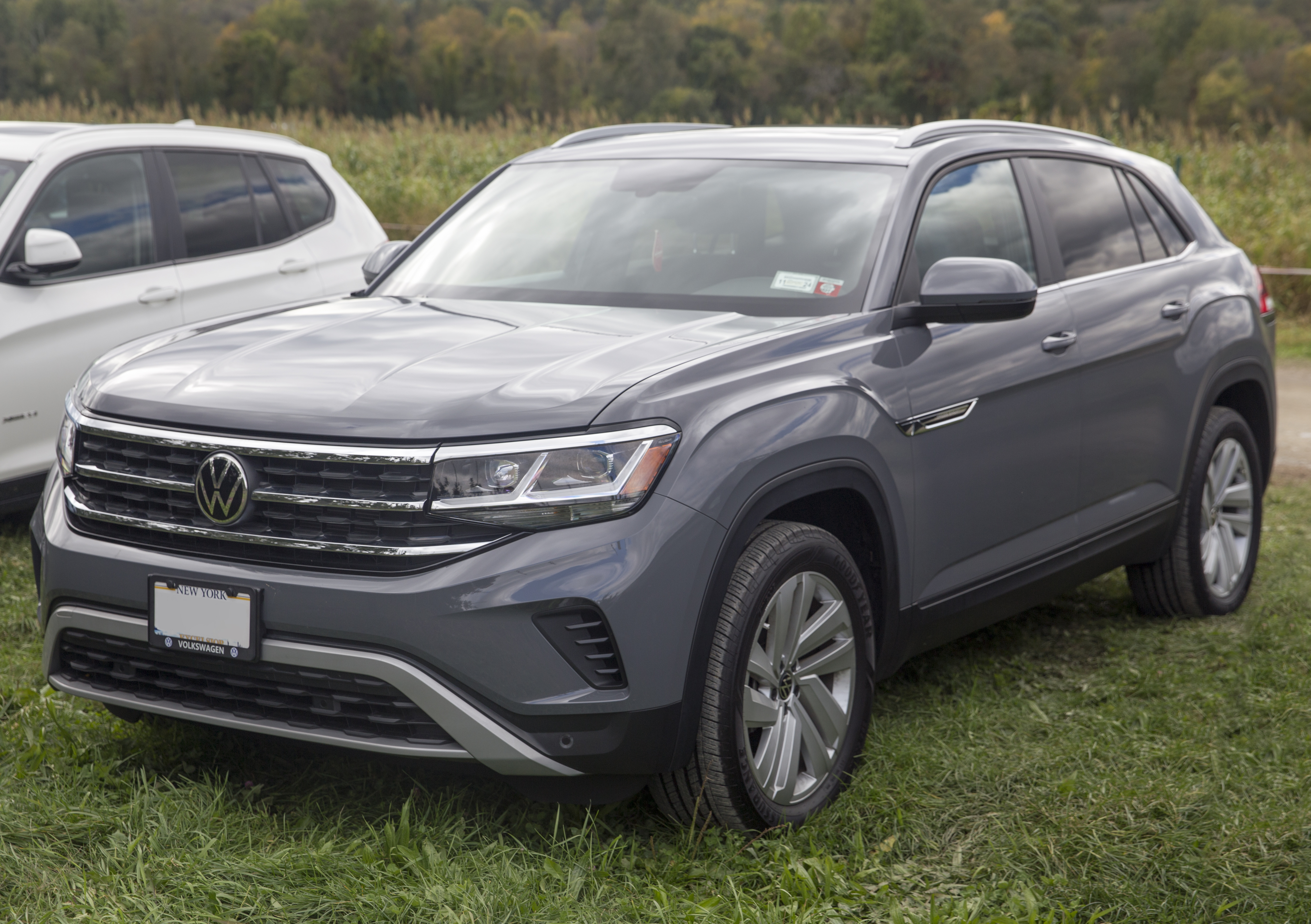
Volkswagen Atlas Cross Sport
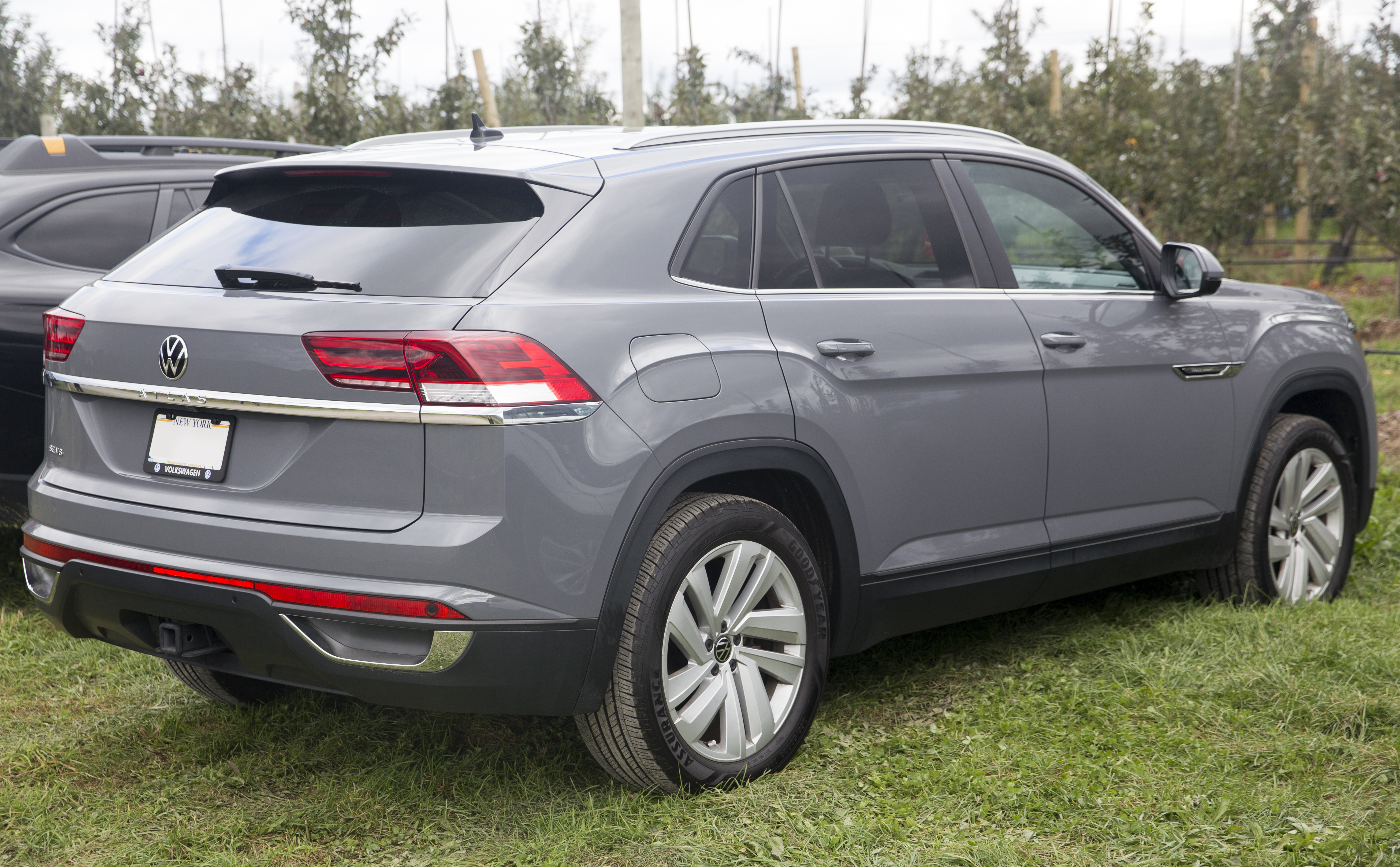

### Двигуни
Бензинові
- 2.0 TFSI EA888 Р4 186 к.с. 320 Нм (Китай)
- 2.0 TFSI EA888 Р4 220 к.с. 350 Нм (Китай)
- 2.0 TFSI EA888 Р4 238 к.с. 350 Нм (США)
- 2.5 TFSI EA390 VR6 299 к.с. 500 Нм (Китай)
- 3.6 EA390 CDVC VR6 280 к.с. 360 Нм (США)

Дизельні
- 2.0 TDI Р4

## Друге покоління

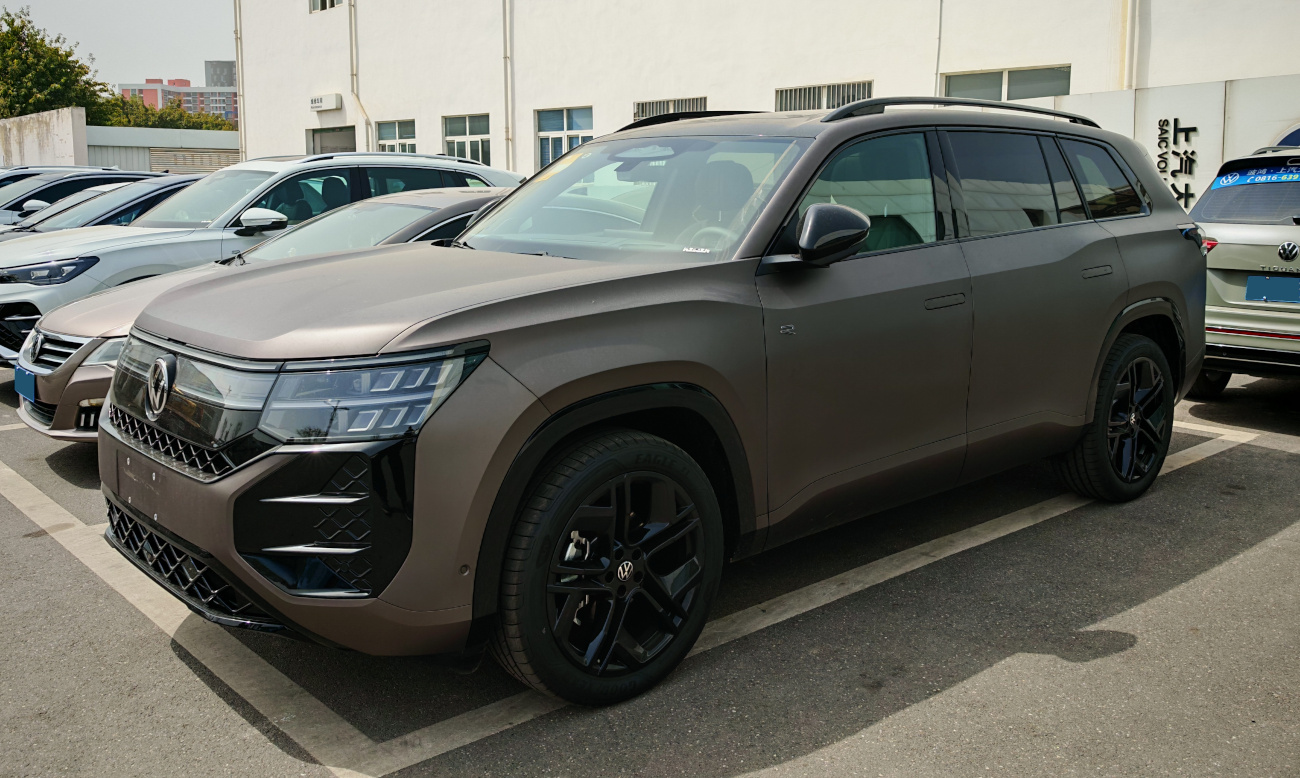
Volkswagen Teramont Pro

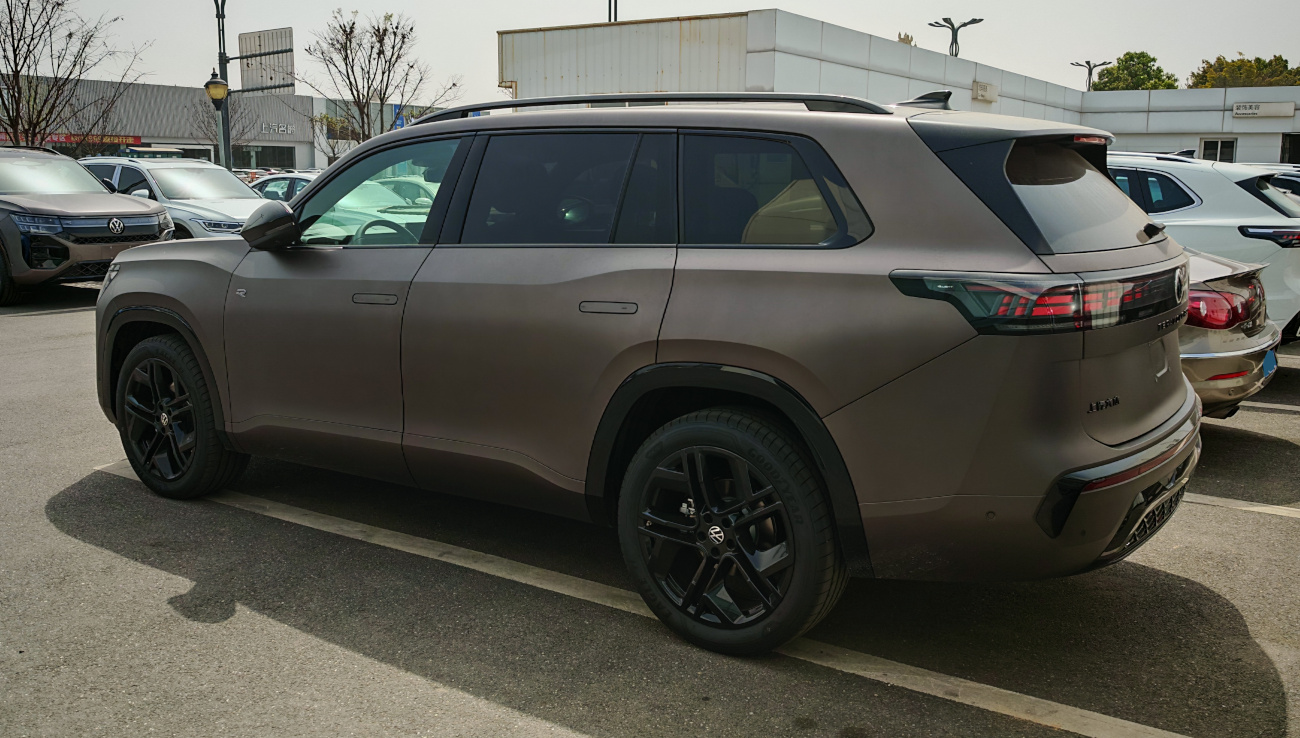

Перші зображення семимісного автомобіля були опубліковані у вересні 2024 року Міністерством промисловості та інформаційних технологій Китаю в рамках процесу гомологації. 
Teramont Pro офіційно представили у лютому 2025 року. Автомобіль було запущено в Китаї в березні 2025 року. 
Його виготовляє там SAIC-Volkswagen.
В США автомбіль буде продаватись як Volkswagen Atlas другого покоління.

### Двигуни
Бензинові
- 2.0 I4 450TSI EA888 evo5 I4 272 к.с. 400 Нм

## Виробництво і продаж
Виробництво і продаж Atlas та Teramont:
| рік  | продажі | продажі           | продажі  | продажі     | продажі              | Глобальне виробництво |
| рік  | США     | США               | Мексика  | Мексика     | Китай                | Глобальне виробництво |
| рік  | Atlas   | Atlas Cross Sport | Teramont | Cross Sport | Teramont/ Teramont X | Глобальне виробництво |
| ---- | ------- | ----------------- | -------- | ----------- | -------------------- | --------------------- |
| 2016 |         |                   |          |             |                      | 386                   |
| 2017 | 27,119  |                   |          |             | 75,114               | 129,724               |
| 2018 | 59,677  |                   | 1,119    |             | 86,182               | 166,034               |
| 2019 | 81,508  |                   | 1,821    |             | 84,003               | 183,648               |
| 2020 | 59,422  | 29,069            | 767      | 63          | 76,817               | 178,954               |
| 2021 | 72,384  | 43,303            | 1,158    | 625         | 54,589               |                       |